# دیگو پالاسیوس
دیگو پالاسیوس (اسپانیایی: Diego Palacios‎؛ زادهٔ ۱۲ ژوئیهٔ ۱۹۹۹) بازیکن فوتبال اهل اکوادور است.
از باشگاه‌هایی که در آن بازی کرده‌است می‌توان به باشگاه فوتبال ویلم دوم اشاره کرد.
وی همچنین در تیم‌های ملی فوتبال زیر ۲۰ سال اکوادور و اکوادور بازی کرده‌است.